# 莲座叶通泉草
莲座叶通泉草（学名：Mazus lecomtei），为玄参科通泉草属下的一个植物种。